# Cà del Bosco
La cascina Cà del Bosco (Ca' del Busch in dialetto Lodigiano) è una cascina sita nel comune lombardo di Brembio. Costituì un comune autonomo fino al 1837.

## Storia
Cà del Bosco è una località agricola di antica origine. Nel 1751 venne registrata avente 192 abitanti.
In età napoleonica, dal 1809 al 1816, il comune di Cà del Bosco venne soppresso e aggregato al comune di Brembio. Recuperò l'autonomia con la costituzione del Regno Lombardo-Veneto.
Nel 1837 il governo dell'imperatore Ferdinando I, allontanandosi dagli eccessi reazionari del suo paterno predecessore, riconobbe la razionalità dell'atto francese e deliberò la definitiva annessione a Brembio.
Fino al 1997 la Cascina venne gestita dal contadino lodigiano Giuseppe Griffini. Da quell'anno in poi rimase solamente un solo residente che tutt'ora abita nella cascina.